# Alexandra Fuller
Alexandra Fuller (* 24. August 1993 in Kapstadt) ist eine ehemalige südafrikanische Squashspielerin.

## Karriere
Alexandra Fuller begann ihre professionelle Karriere im Jahr 2013 und gewann zehn Titel auf der PSA World Tour. Ihre höchste Platzierung in der Weltrangliste erreichte sie mit Rang 22 am 31. Oktober 2022. Mit der südafrikanischen Nationalmannschaft nahm sie 2014, 2018 und 2022 an der Weltmeisterschaft teil. Zudem gehörte sie zum Aufgebot bei den Doppel-Weltmeisterschaften, bei denen sie in der Damenkonkurrenz mit Cheyna Tucker in der Gruppenphase ausschied.
2015, 2018, 2020 und 2024 wurde sie südafrikanische Landesmeisterin. Fuller beendete zu Beginn des Jahres 2024 ihre Karriere.

## Erfolge
- Gewonnene PSA-Titel: 10
- Südafrikanische Meisterin: 4 Titel (2015, 2018, 2020, 2024)